# عملیات بیت‌المقدس
عملیات الی بیت‌المقدس یا عملیات بیت‌المقدس یکی از بزرگ‌ترین عملیات‌های نیروهای مسلح ایران در خلال جنگ ایران و عراق بود. نیروهای ایرانی با توان ۱۳۰ هزار سرباز در ساعت ۳۰ دقیقه بامداد ۱۰ اردیبهشت ۱۳۶۱ در محور اهواز، خرمشهر و دشت آزادگان، به فرماندهی علی صیاد شیرازی، با هدف آزادسازی خرمشهر این عملیات را آغاز کردند، که ۳ هفته بطول انجامید.
در ابتدا نیروهای عراقی با هدف آغاز عملیات دفاعی از خرمشهر عقب‌نشینی کردند و در تاریخ ۱ خرداد ۱۳۶۱ ارتش عراق پاتک بزرگی را برای پس زدن نیروهای مسلح ایران آغاز نمود و سرانجام نیروهای ایرانی توانستند در مقابل پاتک گسترده ارتش عراق، مقاومت نمایند و در تاریخ ۳ خرداد ۱۳۶۱ نیروهای ایرانی، به‌طور کامل بر شهر خرمشهر مسلط شدند و این شهر را که از روزهای نخست جنگ به اشغال ارتش عراق درآمده بود، آزاد نمودند. در هنگام عقب‌نشینی نیروهای ارتش عراق، بیش از ۱۹٬۰۰۰ سرباز عراقی به اسارت نیروهای ایرانی درآمدند، همچنین مقادیر قابل توجهی مهمات و ادوات رزمی باقیمانده در خرمشهر نیز در کنترل نیروهای ایرانی قرار گرفت.
انجام عملیات بیت‌المقدس در ۴ مرحله برنامه‌ریزی شده بود، که هر مرحله در مقایسه با عملیات ثامن‌الائمه و عملیات طریق‌القدس خود یک عملیات بزرگ به حساب می‌آید. آزادسازی خرمشهر که در پی اجرای مرحلهٔ چهارم انجام گرفت، از مهم‌ترین نتایج این عملیات بود.

## اهداف
مهم‌ترین اهداف عملیات بیت‌المقدس، در طرح عملیاتی نیروی زمینی ارتش ایران:
- انهدام حداقل دو لشکر از نیروهای ارتش عراق
- بازپس‌گیری حدود ۵٬۴۰۰ کیلومتر مربع از خاک ایران؛ از جمله شهرهای خرّمشهر، هویزه و پادگان حمید در استان خوزستان
- خارج نمودن شهرهای اهواز، حمیدیه و سوسنگرد از برد توپخانهٔ عراق
- تأمین مرز
- تهدید بصره
- تداوم رزم علیه ارتش عراق
- کاهش توان رزمی عراق

## منطقه
منطقهٔ عمومی عملیات الی بیت‌المقدس در میان چهار مانع طبیعی محصور بود که از شمال به رودخانهٔ کرخه کور، از جنوب به رودخانهٔ اروند، از شرق به رودخانهٔ کارون و از غرب به هور الهویزه منتهی می‌شد. منطقهٔ یادشده به جز جادهٔ نسبتاً مرتفع اهواز به خرمشهر، فاقد هر گونه عارضهٔ مهم برای پدافند بود. همین امر موجب شد تا زمین منطقه به دلیل مسطح بودن، برای مانور زرهی مناسب و برای حرکت نیروهای پیاده، به دلیل در دید و تیر قرار داشتن، نامناسب باشد. نقاط حساس و استراتژیک منطقه شامل بندر و شهر خرمشهر، پادگان حمید، جفیر، جادهٔ اهواز به خرمشهر، شهر هویزه و رودخانه‌های کارون، کرخهٔ کور و اروند بود.

## استعداد نیروها

### ایران[۱۱]

#### ارتش جمهوری اسلامی ایران
- نیروی زمینی ارتش: لشکر ۲۱ پیاده آذربایجان، لشکر ۹۲ زرهی اهواز، لشکر ۱۶ زرهی قزوین، تیپ ۵۵ هوابرد، تیپ ۲۳ نوهد، تیپ ۳۷ زرهی شیراز و لشکر ۷۷ پیاده خراسان
- هوانیروز
- نیروی هوایی ارتش: عملیات پشتیبانی نزدیک هوایی، ترابری نیرو و بار، تخلیه مجروحان
- گروه ۲۲ توپخانه شهرضا و گروه ۳۳ توپخانه سنندج
- گروه ۴۲۲ مهندسی و گردان ۴۱۱ مهندسی رزمی و گروه مخابرات نزاجا

#### سپاه پاسداران انقلاب اسلامی
- نیروهای بسیج: در قالب ۳ لشکر و تعدادی از تیپ‌های مستقل سازمان یافته را در بر می‌گرفت.

#### جهاد سازندگی
جهاد سازندگی به‌طور عمده به صورت پشتیبانی مهندسی از عملیات یگان‌های نیروی زمینی ارتش و سپاه پاسداران، در قالب ۳ بخش شامل: قرارگاه عملیاتی نصر، قرارگاه فتح و قرارگاه قدس، سازمان یافته بودند.

### عراق[۱۱]
تا قبل از آغاز عملیات بیت‌المقدس، استعداد نیروهای عراقی به ترتیب زیر بود:
- لشکر ۶ زرهی؛ از جنوب رودخانه کرخه تا هویزه.
- لشکر ۵ مکانیزه؛ از غرب اهواز تا روستای سید عبود.
- لشکر ۱۱ پیاده؛ از سید عبود تا خرمشهر شامل: تیپ‌های ۲۲، ۴۸، ۴۴ مأمور حفاظت از خرمشهر بودند.
- لشکر ۳ زرهی؛ در شمال خرمشهر.

با شروع عملیات نیز یگان‌های دیگری از ارتش عراق به منطقه اعزام شدند که در مجموع تمامی یگان‌هایی که در منطقه درگیری حضور یافتند، عبارت بودند از:
- لشکر ۵ مکانیزه؛ شامل: تیپ‌های ۲۶ و ۵۵ زرهی و تیپ‌های ۱۵ و ۲۰ مکانیزه.
- لشکر ۶ زرهی؛ شامل: تیپ‌های ۱۶ و ۳۰ زرهی و تیپ ۲۵ مکانیزه.
- لشکر ۳ زرهی؛ شامل: تیپ‌های ۶، ۱۲ و ۵۳ زرهی و تیپ ۸ مکانیزه.
- لشکر ۹ زرهی؛ شامل: تیپ‌های ۳۵ و ۴۳ زرهی و تیپ ۱۴ مکانیزه.
- لشکر ۱۰ زرهی؛ شامل: تیپ‌های ۱۷ زرهی و ۲۴ مکانیزه.
- لشکر ۱۱ پیاده؛ شامل: سه تیپ سازمان ۴۴، ۴۸ و ۴۹ پیاده و سه تیپ تحت امر ۴۵، ۱۱۳ و ۲۲ پیاده.
- لشکر ۱۲ زرهی؛ شامل: تیپ‌های ۴۶ مکانیزه و ۳۷ زرهی.
- لشکر ۷ پیاده؛ شامل: تیپ‌های ۱۹ و ۳۹ پیاده.
- تیپ مستقل ۱۰ زرهی.
- تیپ‌های مستقل ۱۰۹، ۴۱۹، ۴۱۶، ۹۰، ۴۱۷، ۶۰۱، ۶۰۲، ۶۰۵، ۶۰۶، ۴۰۹، ۲۳۸ و ۵۰۱ پیاده.
- تیپ‌های ۳۱، ۳۲ و ۳۳ نیروهای ویژه.
- تیپ‌های ۹، ۱۰ و ۲۰ گارد مرزی.
- تعداد ۳۰ گروهان کماندو.
- تعداد ۱۰ قاطع جیش الشعبی (هر قاطع ۴۵۰ نفر).
- گردان تانک مستقل سیف سعد.
- گردان‌های شناسایی حطین، صلاح‌الدین، حنین.
- توپخانه عراق نیز از ۵۳۰ قبضه توپ در انواع مختلف تشکیل شده بود، که به‌طور تقریبی از ۳۰ گردان تشکیل می‌شد.

## طرح عملیات
در طراحی عملیات الی بیت‌المقدس، تهاجم از طریق عبور از رودخانه کارون و پیشروی به سوی مرز بین‌المللی، سپس آزادسازی شهر خرمشهر مد نظر قرار گرفته و در این طرح چنین استدلال شده بود که حمله به جناح نیروهای عراقی، که عمدتاً به سمت شمال آرایش گرفته بودند، عامل موفقیت عملیات خواهد بود. همچنین شکستن خطوط اولیه ارتش عراق، عبور از رودخانه کارون و گرفتن سرپل در منطقه غرب کارون تا جاده اهواز به خرمشهر، به عنوان اهداف مرحله اول و ادامه پیشروی به سمت مرز و تأمین خرمشهر به عنوان اهداف مرحله دوم تعیین شدند.‌ بر همین اساس، محورهای عملیاتی هر یک از قرارگاه‌ها به ترتیب زیر مقرر گردید:
- محور شمالی؛ قرارگاه قدس (با عبور از رودخانه کرخه).
- محور میانی؛ قرارگاه فتح (با عبور از رودخانه کارون و پیشروی به سمت جاده اهواز – خرمشهر).
- محور جنوبی؛ قرارگاه نصر (با عبور از رودخانه کارون و پیشروی به سمت خرمشهر).

## اجرای عملیات
عملیات بیت‌المقدس در ساعت ۳۰ دقیقه بامداد روز ۱۰ اردیبهشت ۱۳۶۱ با قرائت رمز عملیات از سوی فرماندهی مشترک ارتش و سپاه آغاز شد. عملیات الی بیت‌المقدس به چهار دوره زمانی شامل مرحله اول تا چهارم تقسیم می‌شد.

### مرحلهٔ اول
در محور قرارگاه قدس (شمال کرخه کور) به دلیل هوشیاری نیروهای عراقی و وجود استحکامات متعدد، پیشروی نیروها به سختی امکان‌پذیر بود، اما تعداد کمی از یگان‌ها توانستند از مواضع عراقی عبور کرده و منطقه‌ای در جنوب رودخانه کرخه کور را به عنوان سرپل تصرف کنند. عدم پوشش جناحین این یگان‌ها باعث شده بود، که فشار شدید نیروهای عراقی بر آن‌ها وارد شود. در محور قرارگاه فتح، یگان‌های نیروهای ایرانی ضمن عبور از رودخانه به سرعت خود را به جاده اهواز-خرمشهر رسانده و به ایجاد استحکامات و جلوگیری از نقل و انتقالات و تحرکات نیروهای عراقی در جاده مذکور پرداختند.
در محور قرارگاه نصر، به دلیل تأخیر در حرکت و وجود باتلاق در کنار جاده اهواز–خرمشهر، همچنین تمرکز نیروهای عراقی در شمال خرمشهر، نیروهای این قرارگاه نتوانستند به اهداف مورد نظر در طرح عملیات، دست یافته و با قرارگاه فتح الحاق کنند. الحاق کامل قرارگاه نصر با قرارگاه فتح و نیز تصرف اهداف مرحله اول قرارگاه قدس در دستور کار عملیات شب دوم قرار گرفت، که با انجام آن تا حدودی اهداف مورد نظر محقق شد، ولی برخی رخنه‌ها همچنان باقی بود، تا این که سرانجام پس از ۵ روز، جاده اهواز به خرمشهر، از کیلومتر ۶۸ تا کیلومتر ۱۰۳ تثبیت و کلیه رخنه‌ها نیز ترمیم گردید.

### مرحلهٔ دوم
در این مرحله آزادسازی خرمشهر از دستور کار عملیات خارج و تصمیم گرفته شد، که قرارگاه‌های فتح و نصر از جاده اهواز–خرمشهر به سمت مرز پیشروی کنند و قرارگاه قدس نیز مأموریت یافت تا به صورت محدود برای تصرف سرپل در جنوب کرخه کور اقدام نماید، سپس آن را گسترش دهد. مرحله دوم عملیات الی بیت‌المقدس در ساعت ۲۲:۳۰ روز ۱۶ اردیبهشت ۱۳۶۱ آغاز شد. نیروهای قرارگاه فتح در همان ساعات اولیه به جاده مرزی رسیدند. یگان‌های قرارگاه نصر نیز با اندکی تأخیر و تحمل فشارهای ارتش عراق، به مرز رسیده و با قرارگاه فتح الحاق کردند.
فرماندهی ارتش عراق با مشاهده پیشروی نیروهای ایرانی به طرف مرز، لشکرهای ۵ و ۶ خود را عقب کشاند. به نظر می‌رسید این عقب‌نشینی با دو هدف انجام شده باشد: یکی جلوگیری از محاصره و انهدام این لشکرها، دیگری تقویت هر چه بیشتر خطوط پدافندی شهرهای بصره و خرمشهر. در پی این عقب‌نشینی که از ساعات اولیه روز ۱۸ اردیبهشت ۱۳۶۱ آغاز شده بود، نیروهای قرارگاه قدس ضمن تعقیب نیروهای عراقی، تعدادی از آن‌ها را که از قافله عقب مانده بودند، به اسارت خود درآوردند و در نتیجه جاده اهواز–خرمشهر (تا انتهای جنوب منطقه‌ای که توسط قرارگاه نصر به عنوان سرپل تصرف شده بود) و نیز مناطقی همچون جفیر، پادگان حمید و هویزه نیز آزاد شدند.

### مرحلهٔ سوم
در این مرحله، قرارگاه نصر مأموریت یافت تا حرکت خود را به سمت خرمشهر آغاز نماید. مرحله سوم این عملیات در آخرین ساعات ۱۹ اردیبهشت ۱۳۶۱ آغاز گردید، اما به دلیل هوشیاری نیروهای عراقی و تمرکز نیرو در خطوط پدافندی، نیروهای مسلح ایران در انجام مأموریت خود توفیق نیافتند. تکرار این عملیات در روز بعد نیز به شکست نیروهای ایرانی انجامید. به همین علت فرماندهان ایرانی تصمیم گرفتند تا برای انجام عملیات نهایی، فرصت بیشتری به یگان‌ها بدهند.

### مرحلهٔ چهارم
مرحله چهارم عملیات الی بیت‌المقدس در ساعت ۲۲:۳۰ روز ۱ خرداد ۱۳۶۱ با هدف تلاش برای آزادی‌سازی خرمشهر آغاز شد، در برابر پاتک سریع و غافلگیرانه، نیروهای عراقی دچار وحشت و سرگردانی شدند و نتوانستند واکنش مناسبی را از خود نشان دهند. ارتباط یگان‌های عراقی با یکدیگر قطع شد و در پی عقب‌نشینی نیروهای عراقی از خرمشهر، بخشی از یگان‌های ارتش عراق از هم پاشید. در روز ۲ خرداد هجوم نیروهای مسلح ایران، موفقیت‌آمیز بود و سرانجام قرارگاه کربلا به هدف خود که احاطه کامل خرمشهر بود، دست یافت. تعداد اسرای عراقی در این روز از ۲٬۸۳۰ نفر تجاوز کرد و یگان‌هایی از ارتش عراق که در فاصله میان نهر عرایض و شلمچه مستقر بودند نیز، توسط نیروهای ایرانی منهدم شدند.
با وجود حضور گسترده هواپیماهای جنگنده عراقی در آسمان منطقه، نیروی هوایی ارتش جمهوری اسلامی ایران در پشتیبانی از یگان‌های نیروی زمینی، در عملیات بیت‌المقدس حضوری موفق داشت و با بمباران پل شناور عراقی‌ها بر روی اروندرود و مناطق تجمع آنان در آن سوی رودخانه، نقش مهمی در آزادسازی خرمشهر ایفا کردند. در انتهای روز دوم خرداد، قرارگاه کربلا پس از بررسی آخرین وضعیت، تصمیم گرفت تا نیروها با ورود به شهر، آن را از نیروهای عراقی پاک کنند. در ساعت ۳ بامداد ۳ خرداد، واحدهایی از نیروهای مسلح ایران به آن سوی رودخانه وارد شدند.
معدودی از نیروهای عراقی با استفاده از تاریکی شب به‌وسیله قایق اقدام به عقب‌نشینی کردند، که تعدادی از این قایق‌ها توسط تکاوران نیروی دریایی ارتش جمهوری اسلامی ایران مورد هدف قرار گرفت و سرنشینان آن‌ها غرق شدند. نیروهای عراقی از ساعت سه و ۵۰ دقیقه بامداد تا ۱۲ و نیم بعد ازظهر روز سوم خرداد از سمت شلمچه ۳ بار اقدام به پاتک کردند و تلاش نمودند تا از طریق جاده شلمچه–خرمشهر، حلقه محاصره خرمشهر را بشکنند، اما هر بار با پایداری نیروهای ایرانی مواجه شدند و با دادن خساراتی عقب‌نشینی کردند. در ساعت ۱۱ صبح روز ۳ خرداد نیز در حالی که درگیری شدیدی بین قوای ایرانی و نیروهای عراقی در شمال نهر خین جریان داشت و نیروهای عراق در فکر شکستن حلقه محاصره ایرانیان در خرمشهر بود، نیروهای ایرانی از جناح غرب و خیابان کشتارگاه وارد شهر شدند. نیروهای ارتش عراق مستقر در ناحیه گمرک خرمشهر در کنار اروند در مقابل هجوم نیروهای ایرانی دست به مقاومت زدند، که با ورود نیروهای مسلح ایران، این مقاومت نیز در هم شکسته شد.
در ساعت ۱۲ گروهی دیگر از قوای ایرانی از سمت شمال و شرق وارد شهر شدند و نیروهای عراقی که ۲۴ ساعت در محاصره کامل قرار داشتند، راهی جز اسارت یا فرار یا کشته شدن نداشتند. بدین جهت واحدهای عراقی گروه گروه به اسارت نیروهای ایرانی درآمدند. در ساعت ۲ بعد از ظهر، خرمشهر به‌طور کامل آزاد شد و پرچم ایران برفراز «مسجد جامع» و پل تخریب شده خرمشهر به اهتزاز درآمد. بدین ترتیب این شهر که پس از ۳۴ روز پایداری و مقاومت در ۴ آبان ۱۳۵۹ به اشغال ارتش عراق درآمده بود، پس از ۵۷۸ روز اشغال، آزاد شد.

## نتایج
از جمله نتایج این عملیات:
- طی عملیات الی بیت‌المقدس۵۰۳۸ کیلومتر مربع از اراضی اشغال شده توسط ارتش عراق، از جمله شهرهای خرمشهر، هویزه، پادگان حمید و جاده اهواز–خرمشهر توسط نیروهای مسلح ایران آزاد شدند. علاوه بر این شهرهای اهواز، حمیدیه و سوسنگرد از تیررس توپخانه ارتش عراق خارج گردیدند همچنین ۱۸۰ کیلومتر از خط مرزی نیز تأمین شد.
- باز پسگیری خرمشهر موجب انفعال ارتش عراق شد به گونه‌ای که نظامیان عراقی تا مدت زیادی نتوانستند از لاک دفاعی خارج شوند.
- عملیات الی بیت‌المقدس موجب شد تا کشورهای عرب منطقه به تقویت مالی و نظامی عراق مبادرت ورزند.
- طی این عملیات حدود ۱۹ هزار نفر از نیروهای ارتش عراق به اسارت ایرانیان درآمدند و بالغ بر ۱۶ هزار نفر از عراقی‌ها نیز کشته یا زخمی شدند.
  - میزان انهدام یگان‌های ارتش عراق
    - لشکر ۳ زرهی و لشکرهای ۱۱ و ۱۵ پیاده: ۸۰ درصد.
    - لشکرهای ۹ و ۱۰ زرهی: ۵۰ درصد.
    - لشکر ۷ پیاده: ۴۰ درصد.
    - لشکر ۵ مکانیزه و لشکرهای ۶ و ۱۲ زرهی: ۲۰ درصد.
    - تیپ‌های ۹، ۱۰ و ۲۰ گارد مرزی: ۱۰۰ درصد.
    - تیپ ۱۰۹ پیاده: ۶۰ درصد.
    - تیپ‌های ۶۰۱، ۶۰۲، ۴۱۶، ۴۱۹ پیاده: ۵۰ درصد.
    - تیپ‌های ۳۱، ۳۲ و ۳۳

## واکنش‌ها
روح‌الله خمینی، در ۳ خرداد ۱۳۶۱ به مناسبت آزادی خرمشهر پیامی خطاب به ملت ایران صادر کرد. در اولین بخش این بیانیه آمده‌است:
با تشکر از تلگرافاتی که در فتح خرمشهر به اینجانب شده‌است، سپاس بی‌حد بر خداوند قادر که کشور اسلامی و رزمندگان متعهد و فداکار آن را مورد عنایت و حمایت خویش قرار داد و نصر بزرگ خود را نصیب ما فرمود.
پس از پیروزی ایران در عملیات الی بیت‌المقدس، اسرائیل دست به اشغال جنوب لبنان زد. پس از انتشار این خبر، گروهی از فرماندهان سپاه به منظور دفاع از خاک سوریه و لبنان در برابر حمله ارتش اسرائیل به این کشور گسیل شدند و در کمپی در شهر زبدانی سوریه نزدیک مرز لبنان اردو زدند، سرپرستی و فرماندهی این نیروها را احمد متوسلیان و محمد ابراهیم همت به عهده داشتند.
در همین زمان روح‌الله خمینی دستور بازگشت نیروهای سپاه پاسداران به جبهه‌های جنوب ایران را صادر کرد و در نطقی گفت:
راه قدس از کربلا می‌گذرد.
در نتیجه اغلب نیروهای سپاه پاسداران به جبهه‌های جنوبی بازگشتند و تنها تعداد کمی از فرماندهان برای آموزش نیروهای حزب‌الله لبنان در منطقه باقی ماندند، همین نیروها زمینه شکل‌گیری جبههٔ مقاومت اسلامی که بعدها به حزب‌الله تغییر نام داد، شدند. ربودن احمد متوسلیان، فرمانده لشکر ۲۷ محمد رسول‌الله، به همراه چند دیپلمات ایرانی توسط فالانژیست‌های لبنانی تحت حمایت اسرائیل، در این دوره اتفاق افتاد.

در خصوص علت این نام‌گذاری (بیت‌المقدس)، محسن رضایی فرمانده کل سپاه پاسداران، در ساعت ۲:۱۵ روز عملیات در قرارگاه کربلا در یک پیام رادیویی گفت:
علت نام‌گذاری عملیات این بوده که به تمام دنیا فلسفه و خط‌مشی آینده خودمان را بعدازاین عملیات اعلام کنیم که راه ما به‌سوی بیت‌المقدس است.